# Аранта (язык)
Аранта (аранда, аренте) — диалектный континуум австралийских языков пама-ньюнгской языковой семьи. Язык распространён в Северной территории в Австралии вокруг и в самом городе Алис-Спрингс. Число носителей всех диалектов языка аранда — 5501 человек.
Аранта — эргативный язык, но с местоимениями используется номинативный строй.
Типология порядка слов в предложении свободная, тяготеющая к системе — «подлежащее — прямое дополнение — сказуемое».
Отличительная особенность фонетики аранда — система гласных состоит из двух фонем [a] и [ə]. Двухфонемная фонологическая система встречается довольно редко. Фонема [ə] в любом контексте может быть произнесена как /ɪ/ ~ /e/ ~ /ə/ ~ /ʊ/.

## Диалекты
Перепись населения Австралии 2006 года зафиксировала следующее количество говорящих на диалектах языка аранда: диалект аляварр — 1664 человек, диалект анматьерр — 1002 человека, другие говоры языка аранда — 2835 человек. Общее количество говорящих на арандских языках — 5501 человек.